# Liste der Naturdenkmale in Bötzingen
| Naturdenkmale | Anzahl |
| ------------- | ------ |
| FND           | 5      |
| END           | 0      |
| Gesamt        | 5      |

Die Liste der Naturdenkmale in Bötzingen nennt die verordneten Naturdenkmale (ND) der im baden-württembergischen Landkreis Breisgau-Hochschwarzwald liegenden Gemeinde Bötzingen. In Bötzingen gibt es insgesamt fünf als Naturdenkmal geschützte Objekte, alle sind flächenhafte Naturdenkmale (FND), keines ist ein Einzelgebilde-Naturdenkmal (END).
Stand: 31. Oktober 2016.

## Flächenhafte Naturdenkmale (FND)
| Name                     | Bild | Kennung     | Einzelheiten | Position | Fläche Hektar | Datum         |
| ------------------------ | ---- | ----------- | ------------ | -------- | ------------- | ------------- |
| Buntehahlengasse         | BW   | 83150130002 | Bötzingen    | ⊙        | 0,3           | 12. Apr. 1989 |
| Dettenberg               | BW   | 83150130004 | Bötzingen    | ⊙        | 0,2           | 12. Apr. 1989 |
| Einpflänzle              | BW   | 83150130003 | Bötzingen    | ⊙        | 0,3           | 12. Apr. 1989 |
| Hitschel                 | BW   | 83150130001 | Bötzingen    | ⊙        | 0,8           | 12. Apr. 1989 |
| Hohlkinzig               | BW   | 83150130005 | Bötzingen    | ⊙        | 1,2           | 12. Apr. 1989 |
| Legende für Naturdenkmal |      |             |              |          |               |               |